# Wengi bei Büren
Wengi bei Büren (Bernduits: Wängi) is een gemeente en plaats in het Zwitserse kanton Bern, en maakt deel uit van het district Seeland.
Wengi telt 605 inwoners.